# Dedgaun
Dedgaun – gaun wikas samiti w zachodniej części Nepalu w strefie Lumbini w dystrykcie Nawalparasi. Według nepalskiego spisu powszechnego z 2001 roku liczył on 644 gospodarstw domowych i 3388 mieszkańców (1788 kobiet i 1600 mężczyzn).